# مريديث دونكان
مريديث دونكان (بالإنجليزية: Meredith Duncan)‏ هي لاعبة غولف أمريكية، ولدت في 25 مارس 1980 في شريفبورت في الولايات المتحدة.

## وصلات خارجية
- مريديث دونكان على موقع رابطة لاعبات الغولف المحترفات (الإنجليزية)